# Ermir Lenjani
Ermir Lenjani, född den 5 augusti 1989, är en schweizisk-albansk fotbollsspelare som spelar för FC Sion.
Lenjani debuterade för Albaniens landslag den 15 november 2013 i en 0–0-match mot Vitryssland. Han var med i Albaniens trupp vid Europamästerskapet i fotboll 2016.